# Taylor Aircraft
Taylor Brothers Aircraft Manufacturing Company grundades i september 1927 av bröderna Clarence Gilbert Taylor och Gordon A. Taylor i Rochester, New York för tillverkning av småflygplan. 
Strax innan Gordon Taylor avled i ett flyghaveri 24 april 1928 ombildades företaget till Taylor Brothers Aircraft Corporation. Som huvudkonstruktör verkade Gilbert Taylor. Den första modell man tillverkade var ett lågvingat, tvåsitsigt täckt sportflygplan som namngavs till Chummy. Priset sattes till 4 000 dollar och försäljningen gick bra trots att den amerikanska depressionen inleddes samtidigt som flygplanet lanserades. När företaget behövde större lokaler 1929 inledde man en flytt till Bradford Pennsylvania där man även utlovades ekonomiskt stöd från William T. Piper. Eftersom ekonomin i världen föll konstruerade man ett flygplan som kunde säljas till ett lägre pris. Under 1930 lanserade man det tvåsitsiga flygplanet E-2 Cub, samma år tvingas man lämna in sin konkursansökan.

## Piper Aircraft
Piper köpte konkursboet för 761 dollar och bildade 1931 företaget Taylor Aircraft Company med Gilbert Taylor som delägare. Fram till 1935 tillverkades ett stort antal Cubar och det var ett av de mest använda flygplanen i USA. Under 1935 vidareutvecklade man flygplanet, med rundare vingspetsar, heltäckt kabin och större avstånd mellan hjulen i landstället. Flygplanet marknadsfördes 1936 som J-2. 1936 kom det till en konflikt mellan Piper och Taylor som resulterade i en öppen brytning mellan de två, Piper köpte Taylors del av företaget. 1937 döpte Piper om företaget till Piper Aircraft, vilket det än idag heter. 

## Taylorcraft Aviation Corporation
Taylor flyttade till Alliance i Ohio där han startade det nya företaget Taylorcraft Aviation Company. Taylor fortsatte med tillverkning av sina Cubar under namnet Model A. 1939 ombildades företaget till Taylorcraft Aviation Corporation, samtidigt lanserade man en vidareutvecklad Cub Model B, med sittplatserna sida vid sida. Vid fabriken tillverkades över 2 000 Model B före USA:s inträde i andra världskriget 1941. Samma år kom även Model D som på grund av kriget nästan bara levererades till Civil Air Patrol som övervakningsflygplan. Samma modell utvecklades i den militära varianten Taylorcraft L-2 som levererades till USAAF i 1 796 exemplar för artillerieldledning. Under 1939 startades Taylorcraft Aeroplanes (England) som tillverkade sportflygplanet Taylorcraft 50 på licens under namnet Auster. När kriget var slut ansåg britterna att flygplanet genomgått så stora förändringar och förbättringar att man ansåg sig ha rätt att bryta sig loss från Taylorcraft Aviation Corporation.    
Vid krigsslutet fanns ett stort antal flygplan på de militära överskottslagren som såldes ut billigt, detta innebar att Taylors försäljning av nya flygplan minskade och man tvingades att ombilda företaget 1946. Företaget tillverkade ett mindre antal flygplan under 1950-talet men till slut gav Gilbert Taylor upp. 1965 köpte Charlie och Dorothy Feris varumärket och resterna av företaget och under 1970 kom man igång med produktionen av Taylorcraft flygplan. När Charlie Feris avled 1973 fortsatte Dorothy verksamheten fram till sin pension 1985 då hon sålde företaget. De nya ägarna flyttade tillverkningen till Lock Haven i Pennsylvania, men på grund av krympande marknad för små privatflygplan tvingades man sätta företaget i konkurs 1992. Nuvarande ägaren Harry Ingram bedriver verksamheten i Brownsville.
Till Sverige kom de två första Taylorcraft BC under hösten 1945 när AB Aero Service i Stockholm fick sitt flygplan SE-ANU och SE-APF införda i det svenska luftfartygsregistret 12 december 1945.

## Flygplan producerade vid Taylor
- Taylor Cub
- Model A
- L-2
- DCO-65
- BC-65
- BC-12
- BC-12D-1 "Ace"
- BD-12
- F-19
- F-21A "Sportsman"
- F-21B
- F-22A
- F-22B
- F-22C
- Taylor Sport